# The Spa at Norwich Inn
The Spa at Norwich Inn, en Norwich, Connecticut, anteriormente conocido como Norwich Inn, es un hotel histórico. establecida en 1929 o 1930 Está ubicada en 607 West Thames Street ( CT-32 ), en Norwich. Es propiedad y está operado por la Nación Tribal Mashantucket Pequot.
Fue construido como Norwich Inn en 1930, con un edificio de estilo renacentista georgiano . Tenía 75 habitaciones y un campo de golf.
Una historia local describe que el campo de golf se desarrolló anteriormente a partir de un campo de seis hoyos, se expandió a un campo de nueve hoyos y se expandió nuevamente a un campo de 18 hoyos, aparentemente antes de 1929.

Una de las primeras tarjetas promocionales del Norwich Inn decía:
Al salir del INN a una amplia terraza de observación de cien pies de largo, el golfista desciende al primer tee green para un recorrido de dieciocho hoyos como un hermoso campo deportivo que atraviesa colinas y valles que gusta a todos los que lo usan. Los principales profesionales del país han jugado muchos partidos en este campo. Se le otorgan privilegios especiales a los huéspedes de golf del INN para usar el campo.
Además del golf, la posada también ofrecía rutas ecuestres para jinetes.
Hospedo a Eddie Albert, Bert Lahr, Basil Rathbone, George Bernard Shaw y Frank Sinatra .
Después de la Segunda Guerra Mundial, pasó a ser propiedad de la ciudad de Norwich, y funcionó como pensión y como desbordamiento de la cárcel. Se vendió en 1983 a Edward J. Safdie Group, que lo renovó y construyó un edificio Spa separado. Fue comprado en 1994 por la Nación Tribal Mashantucket Pequot . En 2000, se completó una renovación y expansión de $ 15 millones y se le cambió el nombre a "The Spa at Norwich Inn".
En 2020 pasó a ser miembro de los Hoteles Históricos de América. En 2022 dejó de ser miembro.